# Der Doc und die Hexe
Der Doc und die Hexe ist eine von 2010 bis 2012 ausgestrahlte vierteilige Arztserie des ZDF von Vivian Naefe mit Dominic Raacke und Christiane Paul in den Titelrollen. Produziert wurde die Fernsehreihe von der Sperl + Schott Film GmbH.

## Inhalt
Dr. Sophie Schöner tritt sie eine neu geschaffene Position an einer Berliner Klinik an, nachdem sie zuvor in China eine einjährige Fortbildung in Traditioneller Chinesischer Medizin absolvierte. Nach nur kurzer Zeit kommt es zu Spannungen mit dem angesehenen Chefchirurgen Dr. Hans Wunderlich (genannt „Dr. Wu“), der sich konsequent auf die klassische Schulmedizin beruft, und die Traditionelle chinesische Medizin mit Argwohn betrachtet. Neben den unterschiedlichen medizinischen Auffassungen spielt auch eine finanzielle Entscheidung eine Rolle. Durch die Kosten von Dr. Sophie Schöners neuer Abteilung werden für die Abteilung von Dr. Wunderlich keine weiteren Mittel bewilligt. Zusätzlich wird sie in seiner Abteilung untergebracht, was ihm sehr missfällt. Trotz dieser Konflikte entwickelt sich zwischen den beiden eine unerwartete gegenseitige Anziehung.

## Produktionsnotizen
Von Februar bis April 2009 fanden in Berlin die Dreharbeiten für die beiden Auftaktfolgen Der Doc und die Hexe. Nachdem zunächst im September 2010 zwei zusammenhängende Episoden ausgestrahlt wurden, wurde die Reihe zwei Jahre später mit einem dritten und vierten Teil fortgesetzt, die zwischen März und Juli 2011 gedreht, und im September 2012 erstmals im ZDF gezeigt wurden.

## Episodenliste
| Nr. | Originaltitel                 | Erstausstrahlung | Regie        | Drehbuch                       |
| --- | ----------------------------- | ---------------- | ------------ | ------------------------------ |
| 1   | Der Doc und die Hexe – Teil 1 | 20. Sep. 2010    | Vivian Naefe | Gerlinde Wolf                  |
| 2   | Der Doc und die Hexe – Teil 2 | 22. Sep. 2010    | Vivian Naefe | Gerlinde Wolf                  |
| 3   | Nebenwirkungen                | 17. Sep. 2012    | Vivian Naefe | Gerlinde Wolf, Harry Göckeritz |
| 4   | Katastrophenalarm             | 20. Sep. 2012    | Vivian Naefe | Gerlinde Wolf, Harry Göckeritz |

## DVD-Veröffentlichung
- 2012: Der Doc und die Hexe (2 DVDs), erschienen am 21. September 2012 bei Studio Hamburg Enterprises[4]